# Ashley Barnes
Ashley Luke Barnes (né à Bath,  en Angleterre, le 30 octobre 1989) est un footballeur anglais. Il joue depuis 2014 au poste d'attaquant pour le club de Burnley FC.
Il a joué en 2008 pour l'équipe d'Autriche espoirs de football.

## Carrière
En février 2007, Ashley Barnes fait un essai au club de Plymouth Argyle où il impressionne l'entraîneur Ian Holloway qui le recrute. Il est successivement prêté à plusieurs clubs dans le but de s'aguerrir : Oxford United en 2007, Salisbury City et Eastbourne Borough en 2008, Torquay United et Brighton en 2010. En huit matchs joués avec Brighton, il parvient à inscrire quatre buts et, malgré la volonté de l'entraîneur de Plymouth, Paul Mariner, de conserver Barnes dans son effectif, Brighton lui fait signer un contrat de deux ans en juillet 2010.
À l'issue de la saison qui suit, Brighton devient champion de League One et est promu en Championship.
En mai 2023, il est annoncé que Barnes rejoindra Norwich City pour la saison 2023-24.

## Palmarès
Burnley
- EFL Championship
  - Champion : 2023 et 2025.

Brighton and Hove Albion
- League One
  - Champion : 2011